# 心理动力学

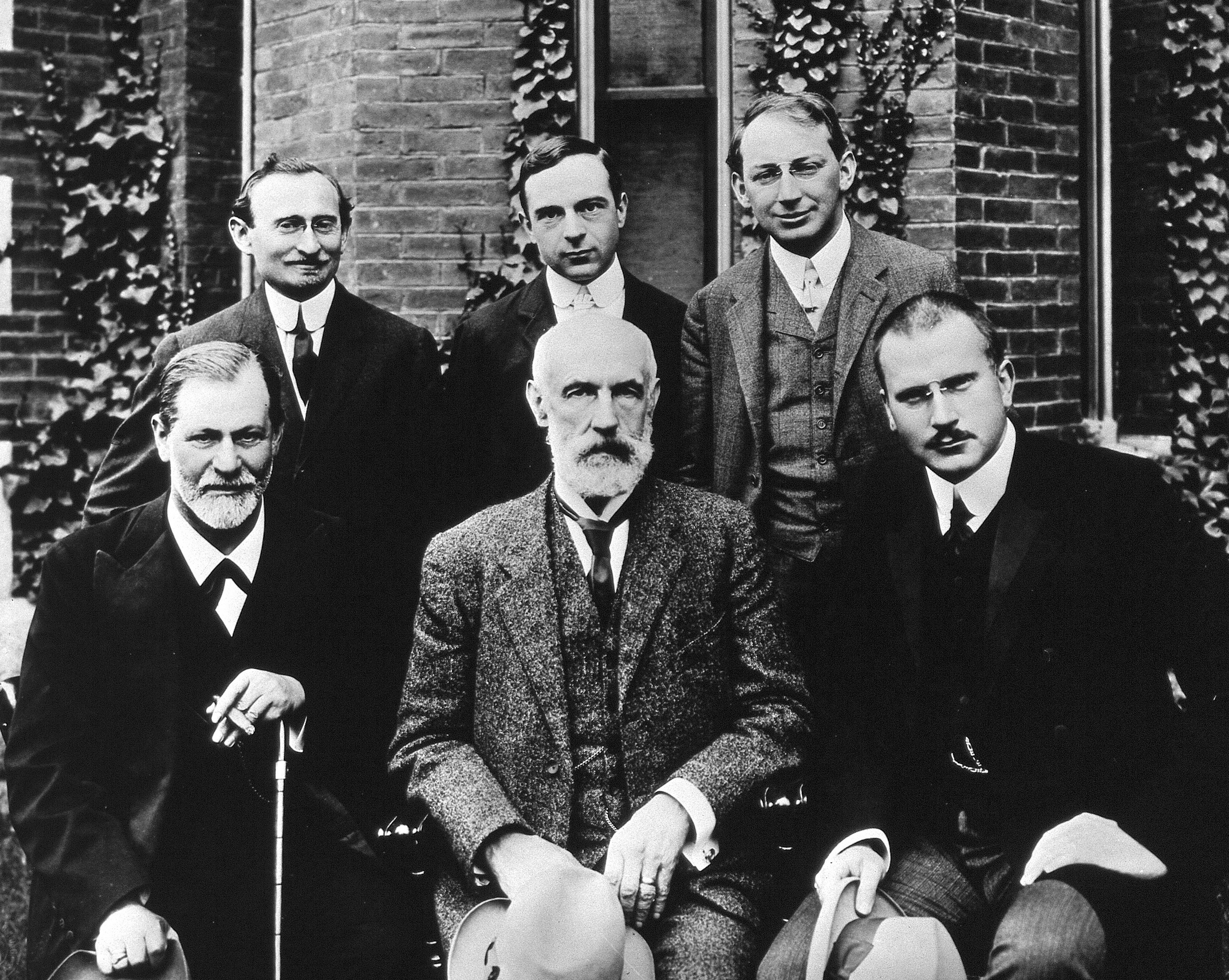
前排：西格蒙德·弗洛伊德，斯坦利·霍尔，卡尔·荣格；后排：，欧内斯特·琼斯，于马萨诸塞州伍斯特市的克拉克大学，摄于1909年。

心理动力学(Psychodynamics)，也叫动力心理学，从广泛的意义上来讲，是一种强调系统研究塑造人类行为的心理力量的心理学方法。包括研究行为、感受、情感及彼此和早期经历的联系。它特别对意识、动机和潜意识感兴趣。心理动力学理论是社会工作的重要思想源泉，它强调人们的情感和内在冲突在造成和解决问题中的作用。它为实践提供了丰富的思想。它也反映了社会工作的社会凝聚目标，即帮助人们适应周围的社会秩序。
动力心理学起源于20世纪20年代，通常指罗伯特·塞钦斯·武德沃斯的心理学，他于1918年出版了《动力心理学》一书。
心理动力的术语也被用于特别指代某些弗洛伊德（1856-1939）发展的精神分析手段。弗洛伊德被热动力学的理论启发而发明了心理动力学来描述意识流中的精神能量（力比多）。
在一些心理困扰的治疗手段中，心理动力学的心理治疗手段相对松散，以一周或间隔一周一次的形式进行，相比经典的弗洛伊德一周3~5次的精神分析治疗。心理动力学建立于在内在冲突中压抑的行为和情绪会表现在病人的意识中的理论。
心理动力学理论的主要内容包括：
- 结构理论：描述人们心理中的结构，如本我，自我和超我，以及它们如何影响和管理人们与他人的互动。
- 发展理论：说明人们如何通过经历一系列的心理阶段来建立这些结构，以及这些阶段对后期行为的影响。其中最有影响力的是依恋理论，它强调人们与他人的依恋经验对他们的行为的影响。
- 治疗理论：解释如何通过与治疗者建立关系来处理由于发展受阻而产生的行为问题。其中最重要的概念是移情和反移情，它们指的是过去的经验在当前的行为模式和治疗关系中的影响[2]。

心理动力学实践受到了一些批评，主要有以下几个方面：
- 它的科学性和实证支持不足，它基于难以观察的心理结构和运动的隐喻，而不是可证实的事实。
- 它过分强调内在的心理功能和干预，忽视了影响实践的社会因素和社会干预。它也容易导致对个人的责备。
- 它的洞察力作为主要的治疗技术有其局限性，它不适用于短期的帮助或需要实际行动的情况。它也忽略了不太能表达自己的客户和有更多实际问题的人。
- 它的文化假设有限，它将白人中产阶级的观点作为正常的标准，而对其他文化和族群的差异持否定的态度。它对女性，同性恋者和儿童的本质的描述也存在刻板印象和歧视。
- 它的早期经验的假设过于决定论，它认为早期经验强烈地影响当前的行为，而忽视了其他的社会和心理因素和变化的可能性[2]。